# 足利花火大会
足利花火大会（あしかがはなびたいかい）は、栃木県足利市の渡良瀬川河川敷で開催される花火大会である。
通常は毎年8月第1土曜日に開催される大会を指すが、春・秋に開催される小規模な大会についても本項で扱う。

## 概要
毎年8月第1土曜日に開催される、北関東で最も伝統のある花火大会。1903年（明治36年）創始。かつては関東随一を自称したこともある比較的著名な花火大会である。市内中央を流れる渡良瀬川の河川敷が打上げ会場になっていて、両岸が市街化区域の河川敷から10号玉が打ち揚げられることと、2段がけ600mのナイアガラが特徴。2万発もの多彩な花火の数々に毎年市内外を問わず40~50万人以上の人出で賑わう。

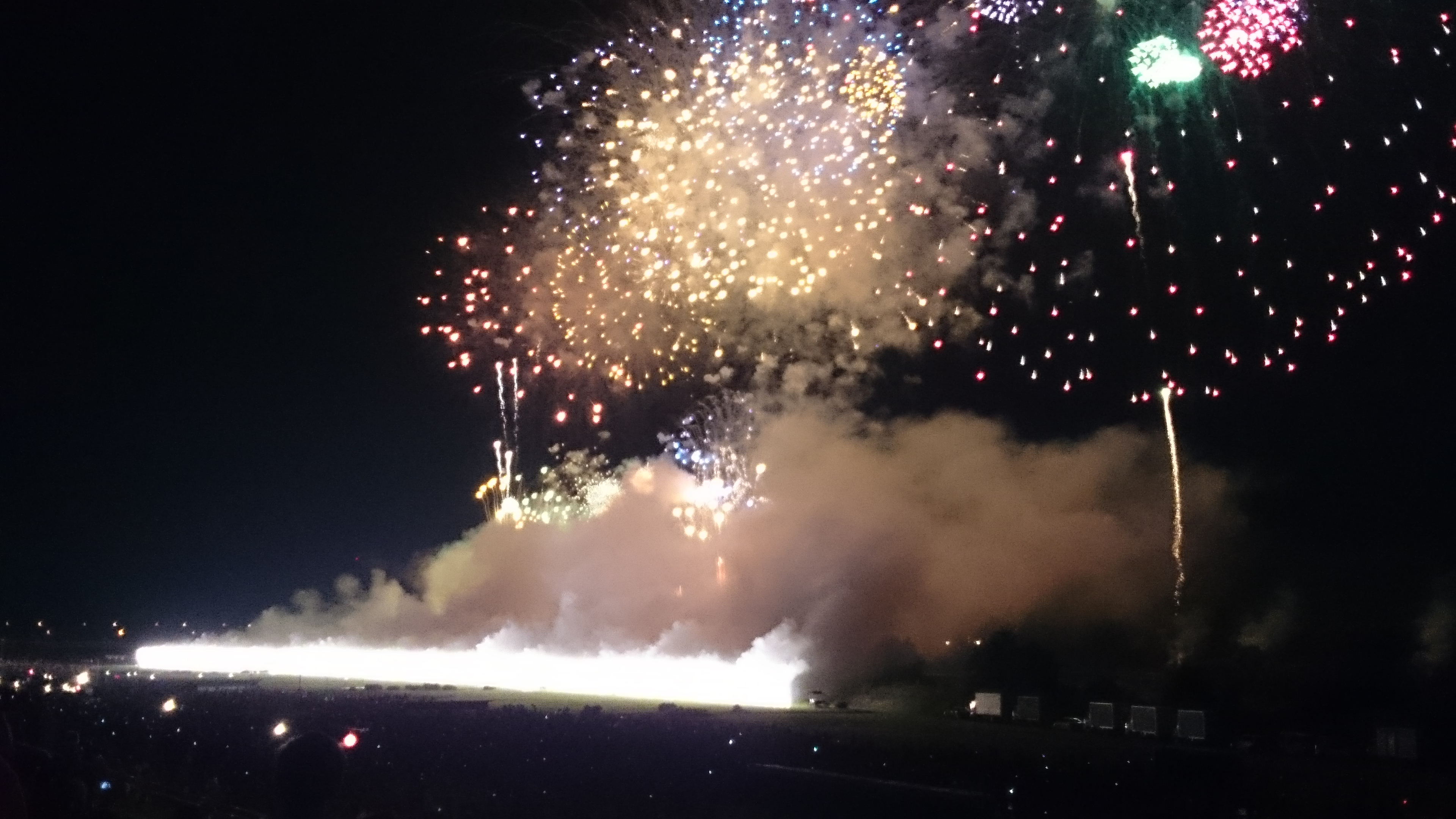
ナイアガラと短時間で数百発打ち上げるスターマイン

他の花火大会は自治体の主催であることが多いが、地元の足利商工会議所が主催者であることもこの大会の特徴である。現在は、わたらせ・サマー・フェスタという商工会議所の祭りの一環として行われている。市民からは「足利の花火」として親しまれている。

また、2020年は東京オリンピック開催のため、通常の開催日より3週間繰り下げての開催となる予定だったが、新型コロナウイルス感染拡大などの観点から中止が発表された。1965年以来、55年ぶり。

### 年間の人出と打ち上げ総数
| 実施年月日          | 打ち上げ総数（発） | 人出（人） |
| ------------------- | ------------------ | ---------- |
| 2018年8月 4日（土） | 25,000             | 525,000    |
| 2019年8月 3日（土） | 25,000             | 540,000    |
| 2020年8月22日（土） | 中止               | 中止       |

## 足利春の花火大会
近年、足利まつりの一環として4月29日午後7時から、渡良瀬川中橋上流河川敷にて30分の花火大会が行われている。夏の花火大会に比べて開催規模は小さいが、気候の良い季節に打ち上げられる花火は大変心地良く、観光客にも好評である。足利工業大学が主体となった実行委員会が主催している。

## 秋のミニ花火ショー
足利工業大学が主体となり、毎年秋に渡良瀬川河川敷にて開催している。